# Psychotic Waltz
Psychotic Waltz är ett progressiv metal-band från San Diego i Kalifornien, USA.
Bandet startade 1985 under namnet Aslan efter en karaktär i C.S. Lewis roman Häxan och lejonet (originaltitel: The Lion, the Witch and the Wardrobe) och släppte en demo (Aslan). Bandet bytte namn 1986. Efter att ha släppt ett demoalbum (1988) och en singel ("I Remember"), släpptes år 1990 deras debutalbum A Social Grace. Bandet var verksamt fram till 1997 då de splittrades och de sammanlagt hade släppt fyra studioalbum. Efter bandets splittring har ytterligare två samlingsalbum släppts, Live & Archives och Dark Millenium. Båda innehåller livematerial och tidigare outgivet material, men de två albumen är av störst intresse endast för de redan inbitna fansen. Bandet återförenades dock 2010.
Psychotic Waltz spelar en komplex form av progressiv metal med inslag av psykedelisk musik. Deras musik är influerad av tidiga Fates Warning och ibland kan man även höra influenser från Jethro Tull.

## Medlemmar
Nuvarande medlemmar
- Ward Evans – basgitarr, tamburin (1986–1994, 2010– )
- Norm Leggio – trummor (1986–1996, 2010– )
- Brian McAlpin – sologitarr, akustisk gitarr (1986–1996, 2010– )
- Dan Rock – gitarr, keyboard (1986–1996, 2010– )
- Buddy Lackey – sång, flöjt (1986–1996, 2010– )

Tidigare medlemmar
- Phil Cuttino – basgitarr (1995–1996)
- Steve Cox – gitarr (2010)

## Diskografi
Demo
- 1988 – Psychotic Waltz

Studioalbum
- 1990 – A Social Grace
- 1992 – Into The Everflow
- 1994 – Mosquito
- 1996 – Bleeding

Samlingsalbum
- 1998 – Live & Archives
- 1999 – Dark Millenium
- 2004 – A Social Grace + Mosquito (2CD + DVD box)
- 2004 – Into the Everflow / Bleeding (3CD box)
- 2011 – The Architects Arise: The First Ten Years (6CD box)